# Anneliese Stöckl
Anneliese Stöckl, auch geführt als Anneliese Stöckl-Eberhard (* 3. Dezember 1929 in Wien) ist eine österreichische Schauspielerin.

## Leben und Wirken
Stöckl begann nach ihrer Schauspielausbildung am Theater und trat seit ihrem 20. Lebensjahr an Bühnen in St. Pölten, Klagenfurt, Basel, Salzburg, Bern und Wien (Volkstheater) auf. Gastspielreisen führten sie auch in die Bundesrepublik Deutschland (z. B. nach Köln). Daneben machte sie viel Hörfunk und gab 1952 mit einer sehr kleinen Rolle auch ihr Filmdebüt.
Anneliese Stöckl, mittlerweile mit einem Fabrikanten verheiratet, wirkte als Anneliese Stöckl-Eberhard vor allem in den 1960er Jahren in mehreren Fernsehfilmen mit und war dort auf hochherrschaftliche Damen der Oberschicht abonniert. Nach 1970 konnte man sie kaum mehr sehen -- weder auf dem Bildschirm noch auf der Theaterbühne. Jedoch trat sie hin und wieder weiter als Hörspielsprecherin in Erscheinung.
Offensichtlich zog sich Anneliese Stöckl-Eberhard aus privaten Gründen weitgehend von der Schauspielerei zurück. 1982 kehrte die Künstlerin mit einer Mutterrolle in dem sich gegen das Neonazitum in Österreich wendenden Zeitdrama Die Erben noch einmal vor die Kamera, drei Jahre darauf war Anneliese Stöckl-Eberhard Gaststar einer Folge in der in Österreich äußerst beliebten Serie Die liebe Familie.

## Filmografie
- 1952: 1. April 2000
- 1962: Einen Jux will er sich machen
- 1963: Die Grotte
- 1965: Mademoiselle Löwenzorn
- 1965: Bongo Boy
- 1967: Der Unbestechliche
- 1968: Tragödie auf der Jagd
- 1968: Madame Legros
- 1970: Der Kurier der Kaiserin (TV-Serie, eine Folge)
- 1982: Die Erben
- 1985: Die liebe Familie (TV-Serie, eine Folge)

## Hörspiele
- 1958: Lester Powell: Die Dame ist blond (8 Teile) – Regie: Ferry Bauer (Kriminalhörspiel – ORF Oberösterreich)
- 1958: Die große Protektion
- 1960: Die Dame mit den grauen Löckchen
- 1960: Die Drehtür
- 1961: Der eingebildete Kranke
- 1961: Drei Schwestern
- 1961: Der Hirt mit dem Karren
- 1961: Der verlorene Brief
- 1961: Mandragola
- 1962: Radetzkymarsch
- 1966: Nur eine Nacht
- 1967: Schlangenbiss
- 1967: Madame Princesse
- 1967: Die Chefin
- 1967: Der Heiligenschein
- 1974: Dela Gernheim
- 1974: Lysistrata
- 1977: Happy End oder Ein glücklicher Zufall